# ميخائيل تيوبالد
ميخائيل تيوبالد (بالألمانية: Michael Theobald)‏ هو عالم عقيدة ألماني، ولد في 7 مارس 1948 في كولونيا في ألمانيا.